# James Edward Smith (Politiker)

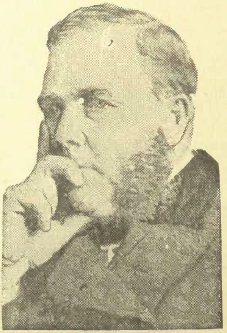
James Edward Smith

James Edward Smith (* 25. Dezember 1831 in London; † 9. März 1892 in Toronto) war ein kanadischer Politiker und von Januar 1867 bis Januar 1869 der 17. Bürgermeister von Toronto. Smith wanderte 1841 mit seiner Familie aus England nach Toronto aus. Er war Direktor einer britischen Lebensversicherungsgesellschaft. Seite politische Karriere begann mit der Wahl zum Stadtrat 1857.  Er vertrat den Bezirk St. John’s und diente als Stadtrat bis 1870. 1867 wurde er vom Rat zum Bürgermeister bestimmt und hielt das Amt zwei Jahre inne.